# Monte Campanaro

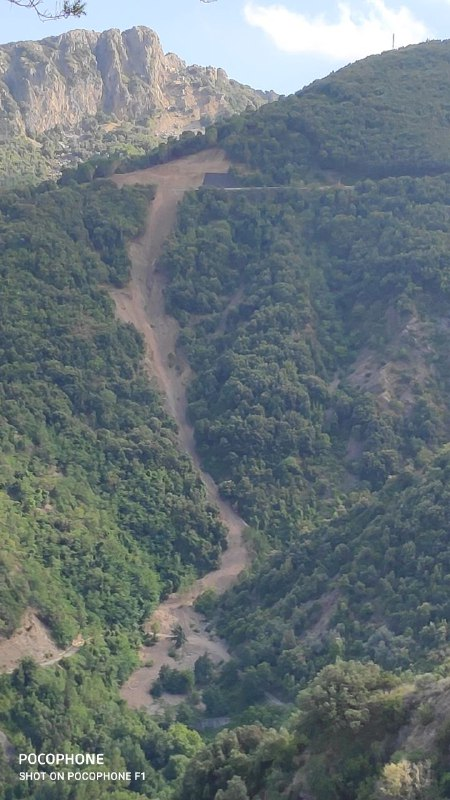
Resti della frana dell'inverno 2019 sulla strada ex SS110 a Pazzano nei pressi del Monte Campanaro (agosto 2020)

Il monte Campanaro (/campanaˈru/, Campanaru in dialetto calabrese) è un monte delle serre calabresi alto 1 070 metri; si trova tra il comune di Pazzano (RC) e la frazione di Pietra di Placanica.
Il 5 luglio 1920 nasce a Genova la Società Anonima Miniere di Pazzano con amministratore delegato Adolfo Senigallia e Giulio Fiorello e vennero riaperte a Pazzano numerose miniere tra cui alcune per l'estrazione di galena sul monte Campanaro: in località Campanaro nella frazione di Pietra la miniera Colle di Banno.

## Geologia
Il monte è composto da Afanite Scistosa e di Fillade comune

## Presenza Antropica
Il monte è costeggiato dalla ex strada Statale 110. In passato vi era attività mineraria di cui oggi è rimasta la galleria di ricerca al km64,800 della ex Strada Statale lunga circa 10 metri e completamente franata